# Affaire du Laconia
L’affaire du Laconia est une série d’événements entourant le naufrage d’un navire de transport de troupes britannique dans l’océan Atlantique le 12 septembre 1942 durant la Seconde Guerre mondiale, et des attaques aériennes consécutives de l’aviation américaine contre des sous-marins allemands et italiens intervenant pour tenter de sauver les victimes. Le Royal Mail Ship Laconia, transportant 2 732 membres d’équipage, passagers, soldats et prisonniers de guerre italiens, est torpillé et coulé par le U-156, un sous-marin allemand, au large des côtes ouest-africaines. Répondant aux anciennes règles de prise, le commandant du navire allemand, le capitaine de corvette Werner Hartenstein lance immédiatement les opérations de sauvetage. Le U-156 diffuse sa position sur des canaux radio ouverts à toutes les puissances alliées, et est rejoint par les équipages de plusieurs autres U-Boote à proximité.
Après avoir fait surface et récupéré les survivants, qui se trouvaient sur le pont avant, le U-156 remonte à la surface sous les bannières de la Croix-Rouge pour retrouver des navires de l’État français pour procéder au transfert des survivants. Sur le chemin, le sous-marin est repéré par un bombardier B-24 Liberator de l’armée de l’air américaine. L’équipage, après avoir signalé au commandement américain l’emplacement du U-Boot, ses intentions et la présence de survivants, reçoit l’ordre d’attaquer le sous-marin. Le B-24 tue des dizaines de survivants du Laconia avec des bombes et mitraillages, forçant le U-156 à abandonner les survivants à la mer et à plonger en urgence pour éviter d’être détruit.
D’autres navires poursuivent les opérations de sauvetage. Un autre sous-marin, le U-506, est également attaqué par des avions américains et forcé à plonger. Un total de 1 113 survivants ont été sauvés mais 1 619 périssent, principalement des prisonniers de guerre italiens. L’événement a conduit au changement d'attitude générale du personnel naval allemand à l’égard du sauvetage de marins alliés en péril. Les commandants de la  Kriegsmarine émettent rapidement le Laconia Order (en) signé par le grand-amiral Karl Dönitz, qui interdit spécifiquement toute tentative de secours semblable, conduisant à la guerre sous-marine à outrance pour le reste de la guerre.
Les pilotes du B-24 ont prétendu à tort qu’ils avaient coulé le U-156 et ont reçu des médailles pour bravoure. Ni les pilotes américains ni leur commandant n’ont été punis, ni soumis à une enquête, et l’affaire a été discrètement oubliée par l’armée américaine. Lors des derniers procès de Nuremberg, un procureur a tenté de citer le Laconia Order (en) comme preuve de crimes de guerre commis par Karl Dönitz et ses sous-mariniers. Le stratagème a échoué et a causé beaucoup d’embarras aux États-Unis après la publication du rapport complet de l’incident.

## Le RMSLaconia

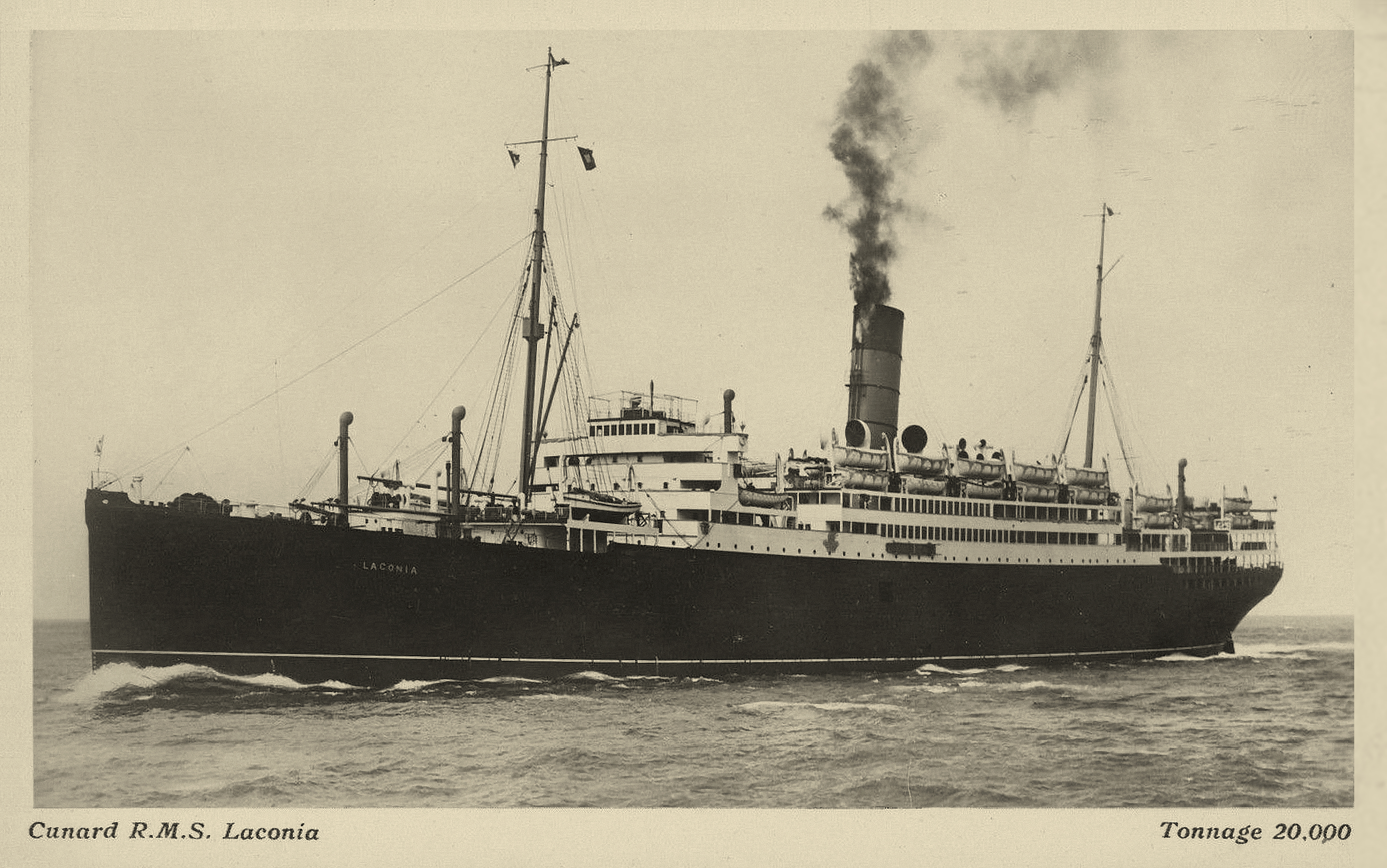
Carte postale du Laconia au temps de la Cunard Line, vers 1921

Le RMS Laconia a été construit en 1921 comme paquebot transatlantique. Durant la Seconde Guerre mondiale, il est réquisitionné dans le cadre de l’effort de guerre et converti en 1942 en navire de transport de troupes. Au moment de l’incident, il transportait essentiellement des prisonniers de guerre italiens du Cap à Freetown, sous le commandement du capitaine Rudolph Sharp. Le navire transportait 1 793 prisonniers italiens, 463 officiers et membres d’équipage, 286 soldats britanniques, 103 soldats polonais assurant la garde des prisonniers, et 87 civils[réf. nécessaire].
Sharp avait précédemment assuré le commandement du RMS Lancastria, coulé par des bombes allemandes le 17 juin 1940 au large du port de Saint-Nazaire, lors de l’opération Ariel destinée à évacuer de France des ressortissants britanniques et des troupes, deux semaines après l’évacuation de Dunkerque.

## Événements

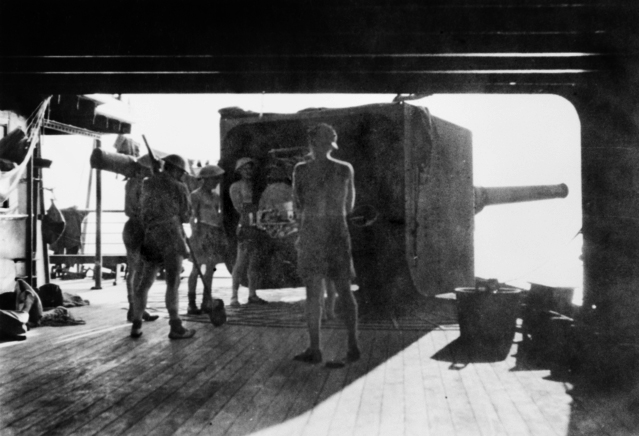
L' armement du Laconia, comme ce canon BL 6 pouces Mk VII, en faisait une cible militaire.

### Attaque contre leLaconia
À 22 h, le 12 septembre 1942, le U-156 patrouille au large des côtes de l’Afrique de l’Ouest, à mi-chemin entre le Liberia et l’île de l’Ascension. Le commandant du sous-marin, le Korvettenkapitän Werner Hartenstein repère le navire britannique naviguant seul et l’attaque. Les navires armés — la plupart des marchands et des transports de troupes — constituaient des cibles légitimes d’attaque sans avertissement. Armé tel qu’il l’est, le Laconia relève de cette catégorie. À 22 h 22, le Laconia transmet un message sur la longueur d'onde de 600 mètres (500 kHz) : « SSS SSS 0434 South / 1125 West Laconia torpedoed ». « SSS » était un code signifiant « attaqué par sous-marin ». Des messages supplémentaires sont transmis, mais aucun trace ne montre qu’ils aient été reçus par un autre navire ou une autre station[réf. nécessaire].
Le Laconia disposait d’assez de canots de sauvetage pour l’ensemble des passagers du navire, y compris les prisonniers italiens, mais une gîte prononcée empêche la mise à l’eau de la moitié des canots. Les prisonniers italiens étaient enfermés dans des cales verrouillées. Le navire coulant, la plupart réussissent à s’échapper en cassant les écoutilles ou en grimpant dans les puits de ventilation. Les soldats polonais, armés de fusils à baïonnette mais sans munitions, sont chargés de les empêcher d’accéder aux canots afin que les passagers britanniques puissent embarquer en priorité. Lorsqu’un groupe de prisonniers parvient à s’emparer d’un canot de sauvetage, les Polonais l’en délogent à la baïonnette : les témoins indiquent que peu de prisonniers ont été abattus, mais que plusieurs ont été tués à la baïonnette.
Au moment du lancement des derniers canots de sauvetage, la plupart des survivants sont déjà dans l’eau, de sorte que certains canots de sauvetage comptent peu de passagers. Un seul radeau de sauvetage quitte le navire avec des prisonniers à bord ; les autres ont plongé dans l’océan. Les survivants italiens ont raconté plus tard que des prisonniers dans l’eau ont été abattus ou ont eu les mains coupées à la hache quand ils tentaient de monter dans un canot de sauvetage. Le sang a rapidement attiré les requins. Le caporal Dino Monte, l’un des survivants italiens, a déclaré : « […] des requins se sont précipités parmi nous. Attrapant un bras, mordant une jambe. D’autres bêtes plus grosses ont avalé des corps entiers. ». Alors que la Laconia sombre, le U-156 fait surface pour capturer les officiers supérieurs survivants du navire. À leur grande surprise, ils aperçoivent plus de 2 000 personnes se débattant dans l’eau.

### Opération de sauvetage
Réalisant que les passagers sont principalement des prisonniers de guerre italiens et des civils, le capitaine Hartenstein met en place leur sauvetage en déployant le drapeau de la Croix-Rouge. Le Laconia coule à 23 h 23, plus d’une heure après l’attaque. Le 13 septembre à 1 h 25, le capitaine Hartenstein envoie un message radio codé au Befehlshaber der U-Boote pour les alerter de la situation. Il déclare : « Coulé par Hartenstein, Laconia britannique, Qu FF7721, 310 deg. Malheureusement, avec 1 500 prisonniers de guerre italiens ; jusqu’à présent, 90 ont été repêchés dans l’eau. Attend des ordres ».
Le chef des opérations sous-marines, l’amiral Karl Dönitz, ordonne immédiatement à sept sous-marins du Rudeltaktik Wolfpack Eisbär (en), rassemblés pour participer à une attaque surprise planifiée contre Le Cap, de se détourner sur les lieux pour récupérer des survivants. Dönitz informe ensuite Berlin de la situation et des mesures qu’il a prises. Hitler, furieux, ordonne que le sauvetage soit abandonné. L’amiral Erich Raeder ordonne à Dönitz de désengager les navires Eisbär, dont le U-156 de Hartenstein, et de les envoyer au Cap conformément au plan d’origine. Raeder commande au U-506, commandé par le Kapitänleutnant Erich Würdemann (en), le U-507, commandé par le capitaine de corvette Harro Schacht (en), et le sous-marin italien Commandante Cappellini de rallier Hartenstein pour récupérer ses survivants et ensuite se rendre sur le site du Laconia pour sauver tous les Italiens qu’ils pourraient trouver. Raeder demande également au gouvernement français d’envoyer des navires de guerre de Dakar et de la Côte d’Ivoire pour récupérer les survivants italiens des trois sous-marins.
La France, en réponse, envoie le croiseur Gloire (7 600 tonnes) de Dakar et deux sloops, le rapide Annamite de 660 tonnes, au départ de Conakry, en Guinée française, et le plus lent Dumont-d’Urville de 2 000 tonnes, partant de Cotonou au Dahomey. Dönitz désengage les bateaux Eisbär et informe Hartenstein des ordres de Raeder, mais il substitue le U-159 du Kapitänleutnant Helmut Witte (en) au U-156 du groupe Eisbär et envoie l’ordre suivant : « Tous les bateaux, y compris Hartenstein, ne prennent autant d’hommes dans le bateau que ce qui lui permettra d’être entièrement prêt à l’action lorsqu’il sera immergé ».
Le U-156 voit rapidement s’entasser, au-dessus et au-dessous des ponts, près de 200 survivants, dont 5 femmes, et 200 autres remorqués à bord de quatre canots de sauvetage. À 6 h, le 13 septembre, Hartenstein diffuse un message en anglais sur la bandes des 25 mètres - en texte clair - à toutes les navires œuvrant dans le secteur, donnant sa position, demandant de l’aide pour les efforts de sauvetage et promettant de ne pas attaquer. Il déclare : « Si un navire vient en aide à l’équipage naufragé du Laconia, je ne l’attaquerai pas, à condition que je ne sois pas attaqué par un navire ou une force aérienne. J’ai récupéré 193 hommes. 4°-53" Sud, 11°-26" Ouest. -Sous-marin allemand. » .
À Freetown, des Britanniques interceptent ce message mais, croyant qu’il pourrait s’agir d’une ruse de guerre, refusent d’y croire. Deux jours plus tard, le 15 septembre, un message est transmis aux Américains selon lequel le Laconia a été torpillé et que le navire marchand britannique Empire Heaven est en route pour récupérer les survivants. Le « message mal rédigé » implique que le Laconia n’a été coulé que ce jour-là et ne mentionne pas que les Allemands sont engagés dans une tentative de sauvetage en vertu d’un cessez-le-feu ni que des navires français neutres sont également en route.
Le U-156 reste à la surface sur les lieux pendant les deux jours et demi suivants. À 11 h 30 le 15 septembre, il est rejoint par le U-506, et quelques heures plus tard par le U-507 et le Commandante Cappellini. Les quatre sous-marins, avec des canots de sauvetage en remorque et des centaines de survivants debout sur leurs ponts, se dirigent vers le littoral africain et un rendez-vous avec les navires de surface français partis du Sénégal et du Dahomey.

### Première attaque américaine
Pendant la nuit, les sous-marins se séparent. Le 16 septembre à 11 h 25, le U-156 est repéré par un bombardier B-24 Liberator américain parti d’une base aérienne secrète sur l’île d’Ascension. Le sous-marin voyage avec un drapeau de la Croix-Rouge drapé sur son canon de pont. Hartenstein contacte le pilote en morse et en anglais pour demander de l’aide. Un officier britannique envoie également un message à l’avion : « Un officier de la RAF parle d’un sous-marin allemand, des survivants du Laconia à bord, de soldats, de civils, de femmes, d'enfants ».
Le lieutenant James D. Harden des forces aériennes de l’armée américaine ne répond pas aux messages. Il se détourne et informe sa base de la situation. L’officier supérieur de service ce jour-là, le capitaine Robert Richardson III (en), qui a affirmé qu’il ne savait pas qu’il s’agissait d’une opération de sauvetage allemande validée par la Croix-Rouge, ordonne au B-24 de « couler le sous-marin ». Richardson a prétendu plus tard qu’il croyait que les règles de guerre de l’époque ne permettaient pas à un navire de combat d’arborer des drapeaux de la Croix-Rouge. Il craignait que le sous-marin allemand n’attaque les deux cargos alliés détournés par les Britanniques vers le site. Il a supposé que le sous-marin allemand ne sauvait que les prisonniers de guerre italiens. Dans son évaluation tactique, il pensait que le sous-marin pourrait découvrir et bombarder l’aérodrome secret de l’Île de l'Ascension et les réservoirs de carburant, coupant ainsi une route aérienne critique de ravitaillement des Alliés aux forces britanniques en Égypte et aux forces soviétiques en URSS.
Harden retourne sur les lieux du sauvetage, et, à 12 h 32, il attaque en utilisant des bombes et des charges de profondeur. L’une atteint les canots de sauvetage derrière le U-156, tuant des dizaines de survivants, tandis que d’autres touchent le sous-marin lui-même, causant des dommages mineurs. Hartenstein lâche à la dérive les canots de sauvetage encore à flot et ordonne aux survivants sur le pont de se jeter à l’eau. Le sous-marin se submerge lentement pour donner à ceux qui étaient encore sur le pont une chance d’entrer dans l’eau et de s’échapper. Selon son rapport, Harden effectue quatre descentes contre le sous-marin. Durant les trois premières, les charges de profondeur et les bombes n’ont pas pu être lâchées. À la quatrième, il a largué deux bombes. L’équipage du bombardier a, par la suite, reçu des médailles pour avoir coulé le U-156, alors qu’il n’a en fait coulé que deux canots de sauvetage.
Ignorant la demande du capitaine Hartenstein de rester dans la zone pour être secouru par les Français, deux canots de sauvetage décident de se diriger vers l’Afrique. L’un des deux, qui a commencé son périple avec 68 personnes à bord, atteint la côte africaine 27 jours plus tard et seulement 16 survivants. L’autre a été secouru par un chalutier britannique après 40 jours en mer. Seuls quatre de ses 52 occupants étaient encore en vie.
Ignorant l’attaque, les U-507, U-506 et Cappellini poursuivent le sauvetage des survivants. Le lendemain matin, le commandant Revedin du Cappellini découvre qu’il sauve des survivants mis à la dérive par des U-156. À 11 h 30, Revedin reçoit le message suivant : « Bordeaux à Cappellini : signalement d’une attaque déjà subie par d’autres sous-marins. Soyez prêt à vous immerger pour une action contre l’ennemi. 56 / 0971 où vous ramènerez le reste des naufragés sur des navires français. Gardez les prisonniers britanniques. Surveillez avec la plus grande attention les avions et les sous-marins ennemis. Fin du message ».
Les U-507 et U-506 reçoivent la confirmation du quartier général de l’attaque contre l’U-156 et sont invités à indiquer le nombre de survivants secourus. Le commandant Schacht du U-507 répond qu’il a secouru 491 survivants, dont 15 femmes et 16 enfants. Le commandant Wurdemann du U-506 confirme la présence de 151 survivants, dont 9 femmes et enfants. Le message suivant du quartier général leur ordonne de remettre à la dérive tous les survivants britanniques et polonais, de marquer leurs positions et de leur dire de rester exactement où ils sont, puis de se hâter au rendez-vous de sauvetage. Les commandants respectifs choisissent de ne laisser aucun survivant dériver.
L’ordre donné par Richardson a été qualifié de crime de guerre des Alliés car selon les conventions de la guerre en mer, les navires - y compris les sous-marins - engagés dans des opérations de sauvetage doivent être épargnés par les attaques.

### Deuxième attaque américaine

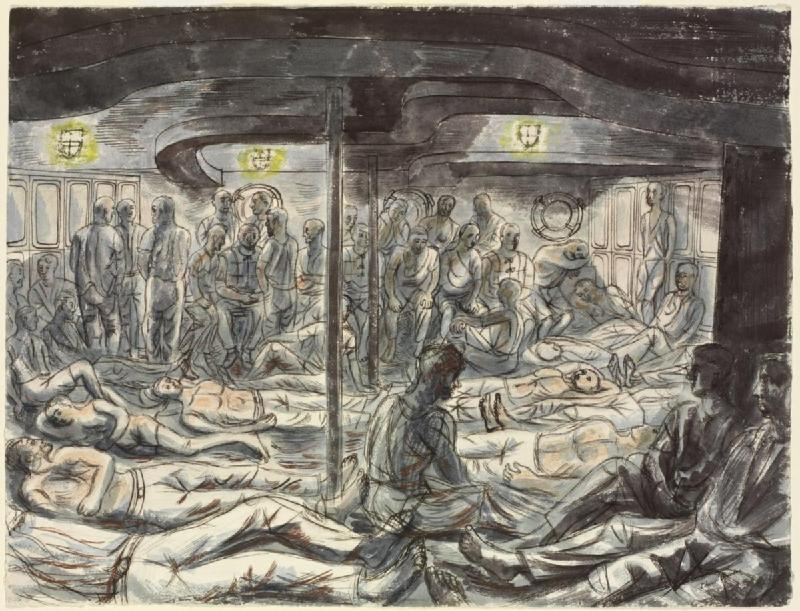
Sauvetage de marins, soldats, aviateurs, marins et marchands britanniques par le navire de guerre français Gloire par

Cinq B-25 de l’escadron permanent de l’Île de l'Ascension et le B-24 de Hardin continuent à rechercher des sous-marins de l’aube au crépuscule. Le 17 septembre, un B-25 aperçoit des canots de sauvetage du Laconia et informa l’Empire Haven de sa position. Le B-24 de Hardin aperçoit le U-506, avec 151 survivants à bord, dont 9 femmes et enfants, et attaque. Lors de la première descente, les bombes ne sont pas tombées ; le U-506 plonge en urgence ; lors de sa deuxième descente, le B-24 tire deux bombes de 500 livres (227 kg) et deux autres de 350 livres (159 kg), ne causant aucun dommage.
Le même jour, les Britanniques basés à Freetown envoient un message ambigu à Ascension les informant que trois navires français de Dakar sont en route. Le capitaine Richardson dit avoir supposé que les Français vichystes avaient l’intention d’envahir Ascension, de sorte que la chasse au sous-marin a été annulée afin de se préparer à une invasion.
Le croiseur français Gloire récupère 52 survivants, tous britanniques, alors qu’il se trouve à 100 km du point de rendez-vous. Le Gloire rencontre ensuite l’Annamite ainsi que les U-507 et U-506 au point de rendez-vous peu après 14 h le 17 septembre. À l’exception de deux officiers britanniques gardés à bord du U-507, tous les survivants sont transférés sur les navires de sauvetage. Le Gloire repart seul et, en moins de quatre heures, secourt onze canots de sauvetage. À 22 h, le Gloire retrouve un autre canot de sauvetage et se rend à un rendez-vous avec l’Annamite[réf. nécessaire].
À 13 h, un guetteur repère une lumière à l’horizon, qui est prise en compte, bien que cela signifie que le Gloire ne pourra pas se rendre au rendez-vous prévu. Il sauve 52 autres survivants. Un nouveau rendez-vous est fixé et les navires se réunissent à 9 h 30. Les survivants à bord de l’Annamite sont transférés sur le Gloire. Un décompte est alors réalisé : ont été sauvés 597 Britanniques, 373 Italiens et 70 Polonais, dont 48 femmes et enfants. Le Gloire arrive à Dakar le 21 septembre pour se réapprovisionner avant de reprendre la mer vers Casablanca, où il arrive le 25 septembre. À son arrivée, le colonel Baldwin, au nom de tous les survivants britanniques, remet au capitaine du Cappellini une lettre qui indique :

« Nous, officiers soussignés des forces navales, armées et aériennes de Sa Majesté et de la marine marchande, ainsi qu'au nom du détachement polonais, des prisonniers de guerre, des femmes et des enfants, souhaitons vous exprimer notre gratitude la plus profonde et la plus sincère pour tout ce que vous avez fait, au prix de très grandes difficultés pour votre navire et son équipage, en nous accueillant, nous les survivants du navire de transport de Sa Majesté, le "Laconia". »

— Léonce Peillard, L'Affaire du Laconia, p. 204
Le sous-marin Cappellini n’ayant pas pu retrouver les navires de guerre français, demande des instructions par radio et attend une réponse. Le Dumont-d’Urville est envoyé au rendez-vous avec le Cappellini et a par hasard secouru un canot de sauvetage du cargo britannique Trevilley, qui a été torpillé le 12 septembre. Après avoir cherché sans succès d’autres survivants du Trevilley, le Dumont-d’Urville retrouve le Cappellini le 20 septembre. À l’exception de six Italiens et de deux officiers britanniques, tous les survivants ont été transférés à bord du Dumont-d’Urville, qui débarque ensuite les Italiens sur l’Annamite. Ce dernier les transporte à Dakar le 24 septembre. Des 2 732 passagers présents à bord du Laconia, seuls 1 113 ont survécu. Sur les 1 619 personnes décédées, 1 420 sont des prisonniers de guerre italiens.

### Conclusion
De Casablanca, la plupart des survivants sont conduits à Médiouna au Maroc pour être emmenés vers un camp de prisonniers en Allemagne. Le 8 novembre, l’invasion alliée en Afrique du Nord conduit à la libération des survivants, qui sont amenés à bord du navire Anton qui part pour les États-Unis.
L’une des survivantes, Gladys Foster, a décrit les faits de façon détaillée dans un écrit, le sauvetage puis l’internement de deux mois en Afrique. Gladys était l’épouse d’un aumônier, le révérend Denis Beauchamp Lisle Foster, qui était en poste à Malte. Elle était à bord du navire avec sa fille de 14 ans, Elizabeth Barbara Foster, pour retourner en Grande-Bretagne. Durant le chaos du naufrage, elles ont été séparées et ce n’est que plusieurs jours plus tard que Gladys a découvert que sa fille avait survécu et se trouvait sur un autre radeau. Il lui a été demandé d’écrire ses souvenirs peu de temps après son retour à Londres[réf. nécessaire].
Doris Hawkins, une infirmière missionnaire a survécu au naufrage du Laconia et aux attaques américaines et a passé 27 jours à la dérive dans le canot de sauvetage neuf, avant de débarquer sur les côtes du Liberia. Elle se rendait  en Angleterre après cinq ans passée en Palestine, avec Sally Kay Readman, âgée de 14 mois, qui a disparu en mer lors de leur transfert dans l’embarcation de sauvetage[réf. nécessaire].
Doris Hawkins a écrit une brochure intitulée Atlantic Torpedo après son retour en Angleterre, qui a été publiée par Victor Gollancz en 1943. Elle y décrit le moment où Sally a disparu : « Nous nous sommes retrouvés au-dessus des bras et des jambes d’une masse humaine paniquée et dévastée. Le canot de sauvetage, rempli à pleine capacité d’hommes, de femmes et d’enfants, fuyait terriblement et se remplissait rapidement d’eau ; en même temps, il s’écrasait contre le côté du navire. Juste quand Sally m’a été transmise, le bateau s’est rempli complètement et a chaviré, nous jetant tous à l’eau. Je l’ai perdue. Je ne l’ai même pas entendue pleurer alors, et je suis sûr que Dieu l’a immédiatement amenée à lui sans souffrir. Je ne l’ai plus jamais revue ».
Doris Hawkins était l’une des 16 survivants sur les 69 qui étaient à bord du canot de sauvetage qui a été jeté à la dérive par le sous-marin. Elle a passé le reste des années de guerre à rendre visite aux familles des personnes qui ont péri dans le canot de sauvetage, leur apportant des souvenirs confiés par les victimes dans leurs derniers instants. Selon les mots de Doris, « il est impossible d’imaginer pourquoi j’aurais été choisie pour survivre alors que tant de gens ne l’ont pas été. J’ai hésité à écrire l’histoire de nos expériences, mais en réponse à de nombreuses demandes, je l’ai fait ; et si cela renforce la foi de quelqu’un, si c'est une source d’inspiration pour quelqu’un, si cela ramène à la maison d’autres, jusqu’à présent insensibles, tous "ceux qui étaient descendus sur la mer dans des navires" font face à notre égard, heure par heure, jour par jour, année en et année - il n’aura pas été écrit en vain ».
Un autre survivant, Jim McLoughlin, déclare dans One Common Enemy qu’après l’incident, Hartenstein lui a demandé s’il appartenait à la Royal Navy, ce qui était le cas, puis a demandé pourquoi un navire de passagers était armé, en déclarant : « s’il n’avait pas été armé, je ne l'aurais pas attaqué ». McLoughlin pense que cela indique que Hartenstein avait pensé qu’il s’agissait d’un transport de troupes plutôt que d’un navire de passagers ; le Laconia agissait de facto comme navire auxiliaire.

## Conséquences
L’incident du Laconia a eu de graves conséquences. Jusque-là, il était courant pour les sous-marins d’aider les survivants torpillés avec de la nourriture, de l’eau, des soins médicaux simples pour les blessés, avec une boussole et un relèvement vers la terre continentale la plus proche. Il était extrêmement rare que des survivants soient amenés à bord car l’espace dans un U-Boot était à peine suffisant pour son propre équipage. Le 17 septembre 1942, en conséquence de cet incident, l’amiral Karl Dönitz émet un ordre portant le titre Triton Null, qui devint plus tard connu sous le nom de Laconia Order (en). Dans ce document, Dönitz interdit aux équipages de U-Boot de tenter des sauvetages, les survivants devant être laissés à la mer. Même après, des sous-marins ont parfois fourni de l’aide aux survivants.
Lors des procès de Nuremberg tenus par les Alliés en 1946, Dönitz a été inculpé de crimes de guerre. L’émission de l’ordonnance du Laconia Order (en) était la pièce maîtresse de l’accusation, mais les débats ne se sont pas déroulés comme prévu. Cette accusation a permis à la défense de raconter longuement les nombreux cas dans lesquels les sous-mariniers allemands ont agi avec humanité alors que, dans des situations similaires, les Alliés se sont comportés sans pitié. Dönitz a souligné que l’ordre lui-même était le résultat direct de cette insensibilité et de l’attaque contre une opération de sauvetage par des avions américains.
Les Américains ont également pratiqué la guerre sous-marine à outrance, se fondant sur l’équivalent du Laconia Order (en), en vigueur dès leur entrée en guerre. L’amiral de la flotte Chester Nimitz, commandant en chef de la flotte américaine du Pacifique en temps de guerre, a fourni un témoignage écrit sans repentir en faveur de Dönitz lors de son procès selon lequel la marine américaine avait mené une guerre sous-marine à outrance dans le Pacifique depuis le tout premier jour où les États-Unis y sont entrés en guerre. Ce témoignage a conduit le tribunal de Nuremberg à ne condamner Dönitz à aucune peine pour cette infraction à la loi, même s’il a été reconnu coupable pour ce chef d’accusation.

« L'accusation a présenté de nombreux éléments de preuve concernant deux ordonnances de Dönitz, l'ordonnance de guerre numéro 154, émises en 1939, et l'ordonnance dite Laconia de 1942. La défense fait valoir que ces ordonnances et les éléments de preuve à l'appui ne démontrent pas une telle politique et introduit de nombreuses preuves du contraire. Le Tribunal est d'avis que la preuve n'établit pas avec la certitude requise que Dönitz a délibérément ordonné le meurtre de survivants naufragés. Les ordres étaient sans aucun doute ambigus et méritent la plus forte censure.
Les éléments de preuve montrent en outre que les mesures de sauvetage n'ont pas été exécutées et que le défendeur a ordonné qu'elles ne soient pas exécutées. L'argument de la défense est que la sécurité du sous-marin est, en tant que première règle de la mer, primordiale pour le sauvetage et que le développement de l'aviation rend le sauvetage impossible. C'est peut-être le cas, mais le Second traité naval de Londres est explicite. Si le commandant ne peut pas sauver, alors selon ses termes, il ne peut pas couler un navire marchand et devrait lui permettre de passer inoffensivement devant son périscope. Les ordonnances prouvent donc que Dönitz est coupable d'une violation du Protocole.
Au vu de tous les faits prouvés et notamment d'un ordre de l'amirauté britannique émis le 8 mai 1940, selon lequel tous les navires devraient être coulés à vue dans le Skagerrak, et des réponses aux interrogatoires de l'amiral Chester Nimitz déclarant que la guerre sous-marine à outrance a été menée dans l'océan Pacifique par les États-Unis depuis le premier jour de la guerre du Pacifique, la peine de Dönitz n'est pas évaluée en raison de ces violations du droit international de la guerre sous-marine. »

La revue du Naval War College, International Law Studies, couvre les interprétations du droit international pendant les conflits armés et la façon dont ces lois ont été appliquées par chaque partie. Dans son volume 65 et son chapitre trois, consacré au « Droit des opérations navales », l’incident du Laconia est étudié dans le contexte de l’application du droit international à la guerre sous-marine de la Seconde Guerre mondiale :

« La personne qui a donné l'ordre d'attaquer et le commandant de bord qui l'a exécuté sont tous deux prima facie coupables d'un crime de guerre. La conduite du commandant d'aéronef semble tout à fait inexcusable puisqu'il a dû observer l'opération de sauvetage. Pendant qu'ils sont engagés dans une telle opération, les sous-marins ennemis ne doivent plus être objets d'attaque licites. Le fait que l'US Army Air Force n’a pris aucune mesure pour enquêter sur cet incident, et qu’aucun procès n’a eu lieu en vertu du code pénal national alors en vigueur, les Articles of War, est une sérieuse réflexion sur la chaîne de commandement militaire. »